# Lijst van voetbalinterlands Duitsland - Litouwen
Deze lijst van voetbalinterlands is een overzicht van alle officiële voetbalwedstrijden tussen de nationale teams van Duitsland en Litouwen. De landen speelden tot op heden twee keer tegen elkaar. De eerste ontmoeting, een kwalificatiewedstrijd voor het Europees kampioenschap voetbal 2004, werd gespeeld in Kaunas op 7 september 2002. Het laatste duel, de returnwedstrijd in dezelfde kwalificatiereeks, vond plaats op 29 maart 2003 in Neurenberg.

## Wedstrijden
| № | Plaats     | Datum            | Competitie           | Wedstrijd            | Uitslag |
| - | ---------- | ---------------- | -------------------- | -------------------- | ------- |
| 1 | Kaunas     | 7 september 2002 | EK 2004 kwalificatie | Litouwen – Duitsland | 0 – 2   |
| 2 | Neurenberg | 29 maart 2003    | EK 2004 kwalificatie | Duitsland – Litouwen | 1 – 1   |

## Samenvatting
| Competitie      | Totaal gespeeld | Winst Duitsland | Gelijk | Winst Litouwen | Doelsaldo Duitsland – Litouwen |
| --------------- | --------------- | --------------- | ------ | -------------- | ------------------------------ |
| EK-kwalificatie | 2               | 1               | 1      | 0              | 3 − 1                          |
| Totaal          | 2               | 1               | 1      | 0              | 3 − 1                          |

Wedstrijden bepaald door strafschoppen worden, in lijn met de FIFA, als een gelijkspel gerekend.
DFB · A-internationals · Bondscoaches · Duits vrouwenelftal · Olympisch elftal · Duitsland U21 · Duitsland U20 · Duitsland U19 · Duitsland U18 · Duitsland U17 · Duitsland U16 · Vrouwen U17
1905 – 1919 · 
1920 – 1929 · 
1930 – 1939 · 
1940 – 1949 · 
1950 – 1959 · 
1960 – 1969 · 
1970 – 1979 · 
1980 – 1989 · 
1990 – 1999 · 
2000 – 2009 · 
2010 – 2019 · 
2020 – 2029
EK's: 1972 · 
1976 · 
1980 · 
1984 · 
1988 · 
1992 · 
1996 · 
2000 · 
2004 · 
2008 · 
2012 · 
2016 · 
2020 · 
2024
CC: 1999 · 
2005 · 
2017
WK's: 1934 ·
1938 · 
1954 · 
1958 · 
1962 · 
1966 · 
1970 · 
1974 · 
1978 · 
1982 · 
1986 · 
1990 · 
1994 · 
1998 · 
2002 · 
2006 · 
2010 · 
2014 · 
2018 · 
2022
OS: 1912 ·
1928 ·
1936 ·
2016 ·
2020
Albanië ·
Algerije ·
Argentinië ·
Armenië ·
Australië ·
Azerbeidzjan ·
België ·
Bohemen en Moravië ·
Bolivia ·
Bosnië en Herzegovina ·
Brazilië ·
Bulgarije ·
Canada ·
Chili ·
China ·
Colombia ·
Costa Rica ·
Cyprus ·
DDR ·
Denemarken ·
Ecuador ·
Egypte ·
Engeland ·
Estland ·
Faeröer ·
Finland ·
Frankrijk ·
Georgië ·
Ghana ·
Gibraltar ·
GOS ·
Griekenland ·
Hongarije ·
Ierland ·
IJsland ·
Iran ·
Israël ·
Italië ·
Ivoorkust ·
Japan ·
Joegoslavië ·
Kameroen ·
Kazachstan ·
Koeweit ·
Kroatië ·
Letland ·
Liechtenstein ·
Litouwen ·
Luxemburg ·
Malta ·
Marokko ·
Mexico ·
Moldavië ·
Nederland ·
Nieuw-Zeeland ·
Nigeria ·
Noord-Ierland ·
Noord-Macedonië ·
Noorwegen ·
Oekraïne ·
Oman ·
Oostenrijk ·
Paraguay ·
Peru ·
Polen ·
Portugal ·
Roemenië ·
Rusland ·
Saarland ·
San Marino ·
Saoedi-Arabië ·
Schotland ·
Servië ·
Servië en Montenegro · 
Slovenië ·
Slowakije ·
Sovjet-Unie ·
Spanje ·
Thailand ·
Tsjechië ·
Tsjecho-Slowakije ·
Tunesië ·
Turkije ·
Uruguay ·
Verenigde Arabische Emiraten ·
Verenigde Staten ·
Wales ·
Wit-Rusland ·
Zuid-Afrika ·
Zuid-Korea ·
Zweden ·
Zwitserland
Algerije (1982) · 
Algerije (2014) · 
Argentinië (1986) ·
Argentinië (1990) ·
Argentinië (2006) ·
Argentinië (2014) · 
Australië (2010) ·
België (1980) · 
Brazilië (2002) ·
Brazilië (2014) · 
Chili (1982) ·
Costa Rica (2006) ·
Denemarken (1992) ·
Denemarken (2012) · 
Ecuador (2006) ·
Engeland (1966) ·
Engeland (1982) ·
Engeland (2010) ·
Engeland (2021) ·
Frankrijk (2014) · 
Frankrijk (2021) · 
Ghana (2014) ·
Griekenland (2012) · 
Hongarije (1954, 2) ·
Hongarije (2021) ·
Italië (1982) ·
Italië (2006) ·
Italië (2012) · 
Japan (2022) · 
Kroatië (2008) ·
Mexico (2018) ·
Nederland (1974) ·
Nederland (2012) ·
Oekraïne (2016) ·
Oostenrijk (1982) ·
Oostenrijk (2008) ·
Polen (2006) ·
Polen (2008) ·
Polen (2016) ·
Portugal (2006) ·
Portugal (2008) ·
Portugal (2012) ·
Portugal (2014) ·
Portugal (2021) ·
Servië (2010) ·
Sovjet-Unie (1972) · 
Spanje (1982) ·
Spanje (2008) ·
Spanje (2022) ·
Tsjechië (1996, 2) · 
Tsjecho-Slowakije (1976) ·
Turkije (2008) ·
Verenigde Staten (2014) ·
Zuid-Korea (2018) ·
Zweden (2006)
LFF · A-internationals · Bondscoaches · Statistieken · Litouws vrouwenelftal · Olympisch elftal · Litouwen U21 · Litouwen U20 · Litouwen U19 · Litouwen U18 · Litouwen U17 · Litouwen U16
1923 – 1929 ·
1930 – 1939 ·
1940 – 1949 ·
1950 – 1989 · 
1990 – 1999 ·
2000 – 2009 ·
2010 – 2019 ·
2020 − 2029
1923 · 
1924 · 
1925 · 
1926 · 
1927 · 
1928 · 
1929 · 
1930 · 
1931 · 
1932 · 
1933 · 
1934 · 
1935 · 
1936 · 
1937 · 
1938 · 
1939 · 
1940 · 
1941–1944 · 
1945 · 
1946 · 
1947 · 
1948 · 
1949 · 
1950–1955 · 
1956 · 
1957–1978 · 
1979 · 
1980–1989 · 
1990 · 
1991 · 
1992 · 
1993 · 
1994 · 
1995 · 
1996 · 
1997 · 
1998 · 
1999 · 
2000 · 
2001 · 
2002 · 
2003 · 
2004 · 
2005 · 
2006 · 
2007 · 
2008 · 
2009 · 
2010 · 
2011 · 
2012 · 
2013 · 
2014 · 
2015 · 
2016 · 
2017 ·
2018 ·
2019 ·
2020 ·
2021
Albanië ·
Andorra ·
Argentinië ·
Armenië ·
Azerbeidzjan ·
België ·
Bosnië en Herzegovina ·
Brazilië ·
Bulgarije ·
Chili ·
Cyprus ·
Denemarken ·
Duitsland ·
Egypte ·
Engeland ·
Estland ·
Faeröer ·
Finland ·
Frankrijk ·
Georgië ·
Gibraltar ·
Griekenland ·
Hongarije ·
Ierland ·
IJsland ·
Indonesië ·
Iran ·
Israël ·
Italië ·
Joegoslavië ·
Jordanië ·
Kazachstan ·
Koeweit ·
Kosovo ·
Kroatië ·
Letland ·
Liechtenstein ·
Luxemburg ·
Mali ·
Malta ·
Moldavië ·
Montenegro ·
Nieuw-Zeeland ·
Noord-Ierland ·
Noord-Macedonië ·
Noorwegen ·
Oekraïne ·
Oostenrijk ·
Polen ·
Portugal ·
Roemenië ·
Rusland ·
San Marino ·
Saoedi-Arabië ·
Schotland ·
Servië ·
Servië en Montenegro ·
Slovenië ·
Slowakije ·
Spanje ·
Tsjechië ·
Turkije ·
Turkmenistan ·
Verenigde Arabische Emiraten ·
Wit-Rusland ·
Zweden ·
Zwitserland